# Dioclea burkartii
Dioclea burkartii är en ärtväxtart som beskrevs av R.H.Maxwell. Dioclea burkartii ingår i släktet Dioclea och familjen ärtväxter. Inga underarter finns listade i Catalogue of Life.